# SRET 2
SRET 2 (französisch Satellite des Recherches et d’Études Technologiques, auch MAS 2 (Maly Awtomatitscheski Sputnik)) war ein französischer Testsatellit.

## Mission
SRET 2 hatte die Form eines achtseitigen Polyeders mit einem Gewicht von 29,6 kg. Am Satelliten befanden sich Experimente zur Solartechnik und Strahlungstechnik. So wurde zum Beispiel die Alterung von Kunststofffolien aufgrund der deutlich höheren Strahlung im All als auf der Erde untersucht.
Der Start erfolgte am 5. Juni 1975 gemeinsam mit dem sowjetischen Kommunikationssatelliten Molnija-1 30 auf einer Molnija-Trägerrakete vom Kosmodrom Plessezk.
Am 10. Juli 1988 verglühte der Satellit beim Wiedereintritt in der Erdatmosphäre.
Vor SRET 2 startete SRET 1 als erster Satellit der SRET-Reihe am 4. April 1972 ebenfalls von Plessezk aus.